# 張擴
張擴（約1122年—1147年），《永樂大典》作「張廣」，字彥實，又字子微，是南宋德興人。他活躍於宋徽宗宣和年間，是一位的文學家。張擴曾任著作郎，因詩才出眾，受到秦檜的賞識，官運亨通，先後擔任左史、掌外製等要職。

## 生平
張擴與曾糙、朱翌、呂本中等當時文壇名家交往甚密。其作品有《東窗集》四十卷和詩十卷，在《宋史藝文志》中均有記載。
崇寧五年（西元1106年），進士。南渡後，歷任廣德軍知軍、中書舍人等職務。
宋高宗時期，張擴和胡銓、趙雍、陳剛中、曾開、李彌遜等人，因金國入侵國土，朝廷議和的時刻，敢於直言上疏。終告失敗。

## 作品
大多詩歌完善，流傳至今的有〈殢人嬌〉、〈讀錢神論偶成〉、〈再和戲子公 其二〉、〈宿山寺诗〉、〈題長沙王祠〉、〈大龍湫〉和〈再次前韻〉等多首詩。